# Jasenovac
Den här artikeln handlar om kommunen Jasenovac. För koncentrationslägret med samma namn, se koncentrationslägret Jasenovac.
Jasenovac är en kommun i Kroatien. Kommunen har 2 391 invånare (2001) och ligger i Sisak-Moslavinas län i närheten av floderna Una och Sava vid den kroatisk-bosniska gränsen.

## Orter i kommunen
Jasenovac utgör huvudorten i kommunen men samma namn. I kommunen finns förutom Jasenovac följande 9 orter: Drenov Bok, Košutarica, Krapje, Mlaka, Puska, Tanac, Trebež, Uštica och Višnjica.

## Historia
Under andra världskriget upprättade den fascistiska Ustašaregimen ett koncentrationsläger utanför staden. Koncentrationslägret Jasenovac uppkallades efter orten.
Staden skadades svårt under det kroatiska självständighetskriget 1991-1995. 1991 förstördes den lokala bron över floden Sava som förband staden till Bosnien-Hercegovina. Staden införlivades därefter i den av de serbiska rebellerna självutnämnda staten Serbiska republiken Krajina. I samband med operation Blixt 1995 återtog de kroatiska myndigheterna kontrollen över staden. 2005 invigdes den nya bron över Sava som hade återuppbyggts med finansiell hjälp från den kroatiska staten och Europeiska kommissionen.